# 読売光と愛の事業団
社会福祉法人読売光と愛の事業団（よみうりひかりとあいのじぎょうだん）は、読売新聞社が運営する社会福祉法人である。現在の理事長は元厚生労働事務次官の水田邦雄。

## 沿革[1]
1960年、埼玉県朝霞市に所在していたアメリカ軍基地「キャンプ・ドレイク」内の極東放送に勤務するロバート・ニーマンは肺炎に罹った愛児が奇跡的に助かったことへの感謝の意味を込め、当時横浜市に在住していた貧困の盲目少女の視力回復手術費用を寄付した。ニーマンはこれ以降も同じような境遇の子どもたちへの援助を行なっていたが、翌1961年に帰国命令を受けたことにより、援助活動を継続することが困難となったため、読売新聞社がこの事業を受け継ぐこととなり、「読売光の事業団」が設立された。
1968年、東京都に住む医師が心身障害に陥った愛児の首を絞めて殺害し、自らもガス自殺を図るという事件が起こった。このニュースを聞き心を痛めた栗林商船会長（当時）の栗林友二は、「心身障害者への支援」を目的として読売新聞社に2000万円を寄託した。これに読売新聞からの基金を加えて1969年に「読売愛のプレゼント協会」を設立した。
この2つを1971年に統合し「財団法人読売光と愛の事業団」を設立、以降各種慈善事業への支援を行なっている。なお法人は2001年に社会福祉法人へ改組された。

## 組織
本部は読売新聞東京本社内に置き、大阪（読売新聞大阪本社内）、中部（読売新聞中部支社内）、西部（読売新聞西部本社内）の3支部で構成されている。

## 主な事業
読売アイバンク
1964年に設立されたアイバンク。もともとは全国組織だったが、現在は各都道府県ごとで独立運営されている。
よみうりランド花ハウス
神奈川県川崎市多摩区のよみうりランド敷地内に建てられた特別養護老人ホーム。2005年開設。
読売光と愛・郡司ひさゑ奨学基金
児童養護施設から高等学校・大学などへの進学を支援する奨学金制度。1998年に郡司ひさゑ（東京都渋谷区に在住していた。1997年死去）の遺言により、遺族から寄贈された遺産を元に設置された。
松井秀喜ホームラン基金
プロ野球選手・松井秀喜が読売ジャイアンツに在籍していた1996年、彼がホームランを打つ度に発行されていたテレホンカードの売り上げの10%を事業団が積み立て、授産所などへの助成金として寄贈している。なお松井が2003年にニューヨーク・ヤンキースへ移籍したことなどからテレホンカード販売は終了したが、事業団では積立金の残金がある限り支援を続けるとしている。